# Ågesta folkhögskola

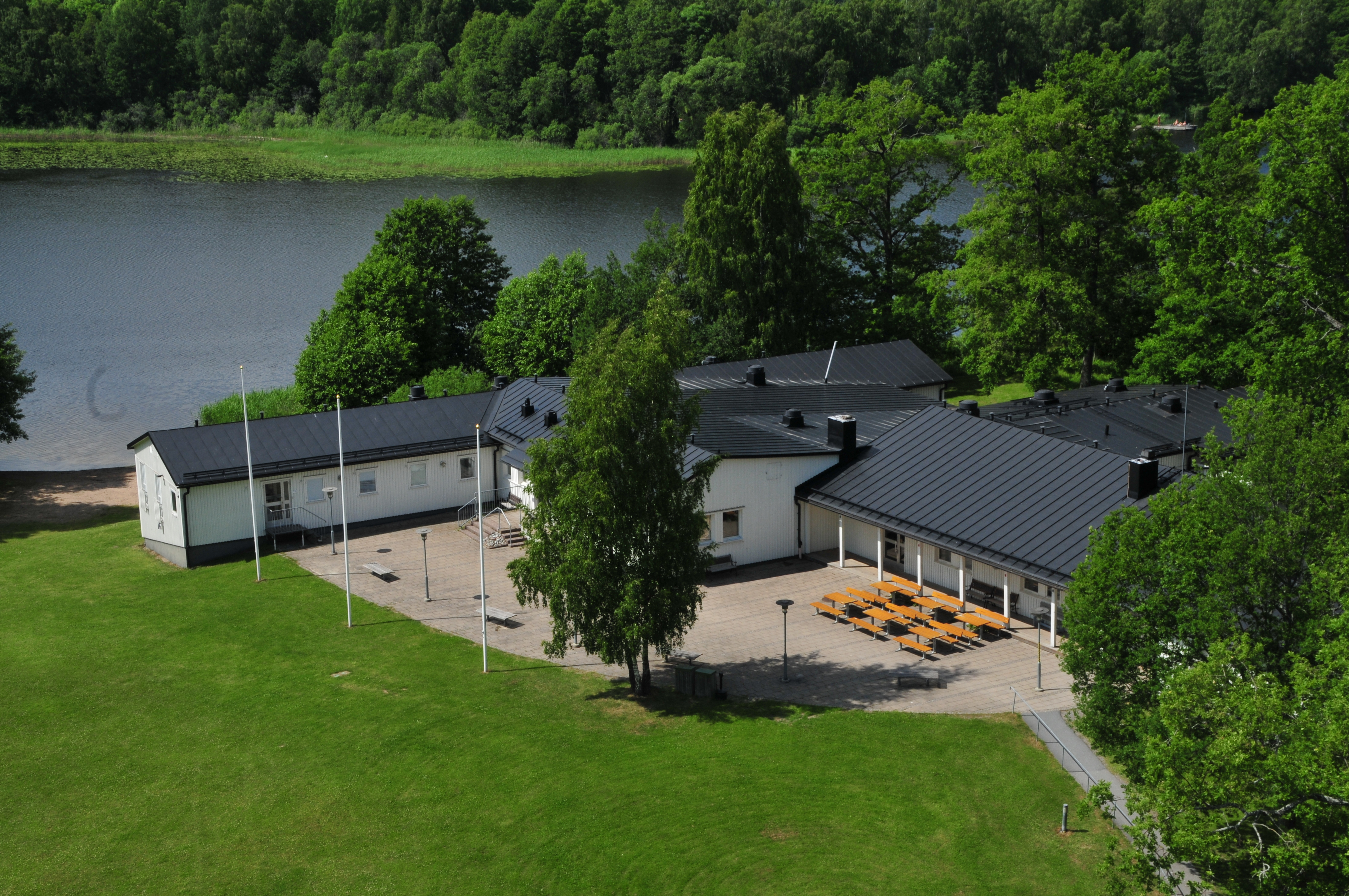
Ågesta folkhögskola, hus C, Strandhuset

Ågesta Folkhögskola är en skola som ligger vid sjön Magelungen i Ågesta i södra Stockholm. Här driver Frälsningsarmén en folkhögskola och en officersskola.

## Beskrivning

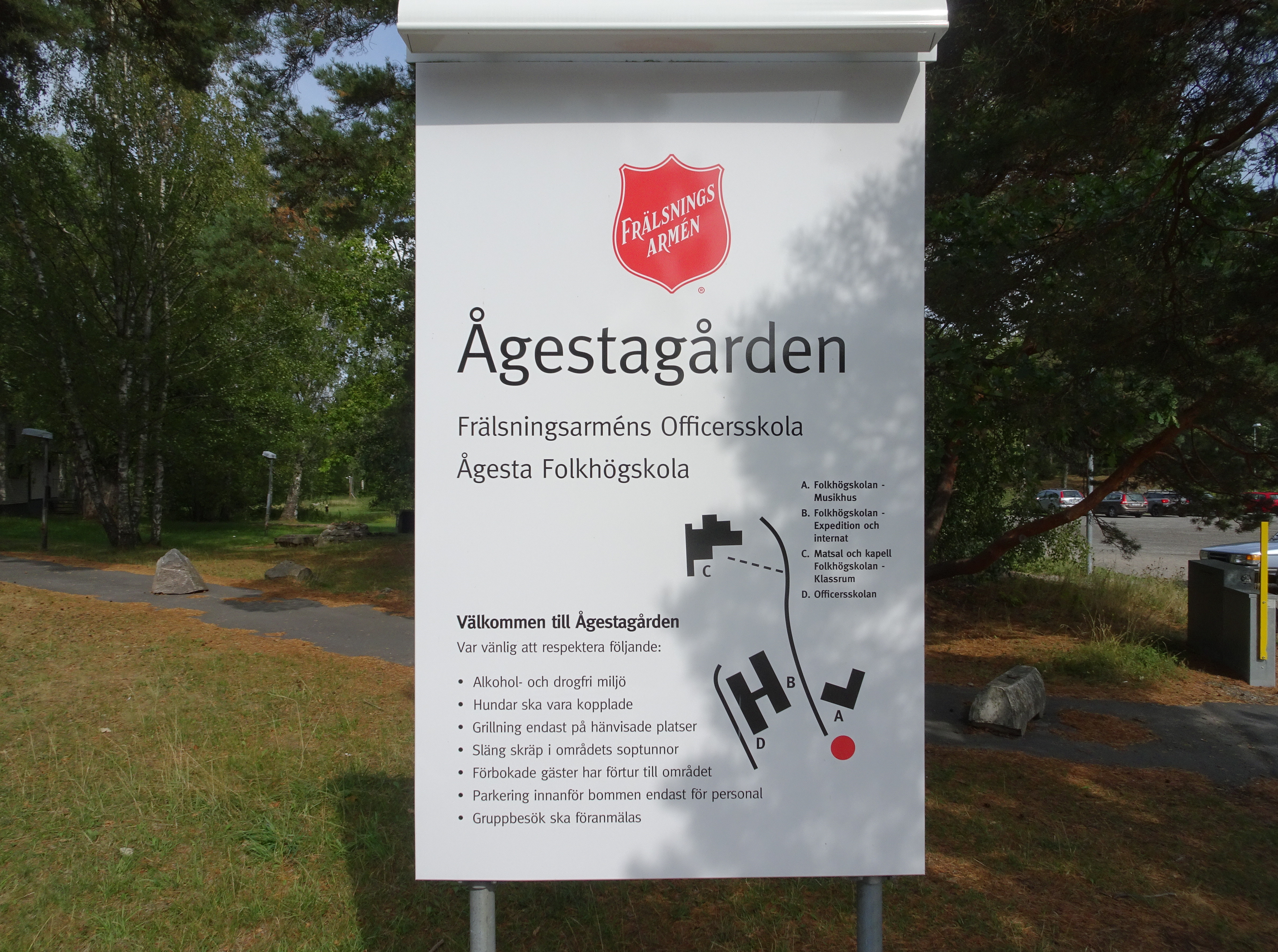
Ågestagårdens entréskylt.

Redan på 1950-talet låg här Ågestagårdens friluftsgård som förvärvades år 2000 av Frälsningsarmén för att etablera en folkhögskola på platsen. Den ursprungliga Ågetstagården (ej att förväxla med närbelägna Ågesta gård) kallas idag "Strandhus" eller Hus C.
Frälsningsarméns skolverksamhet flyttades 2006 till Ågestagården efter att ha funnits i Lyngsåsa i Dalarö sedan 1958. Tidigare var skolan delad i två avdelningar, huvudavdelningen i Ågesta och filial i Älvsjö, men sedan augusti 2016 är hela skolan samlad på Ågestagården. 
Skolan ligger bredvid Ågesta friluftsområde med utegym och motionsspår. Det är cirka 200 studerande på Ågesta folkhögskola. Skolan erbjuder utbildningar inom allmänna ämnen, musik, svenska som andraspråk, asperger och konst och har Frälsningsarmén som huvudman. På skolan finns även internatverksamhet. Internatet har 38 platser i både enkel- och dubbelrum. Skolan är alkohol- och drogfri vilket gäller för hela anläggningen. 
Anläggningen består av flera byggnader:
- Hus A, Folkhögskolan - musikhus
- Hus B, Folkhögskolan - expedition och internat
- Hus C, Folkhögskolan - matsal, kapell och klassrum
- Hus D, Officersskolan

## Bilder

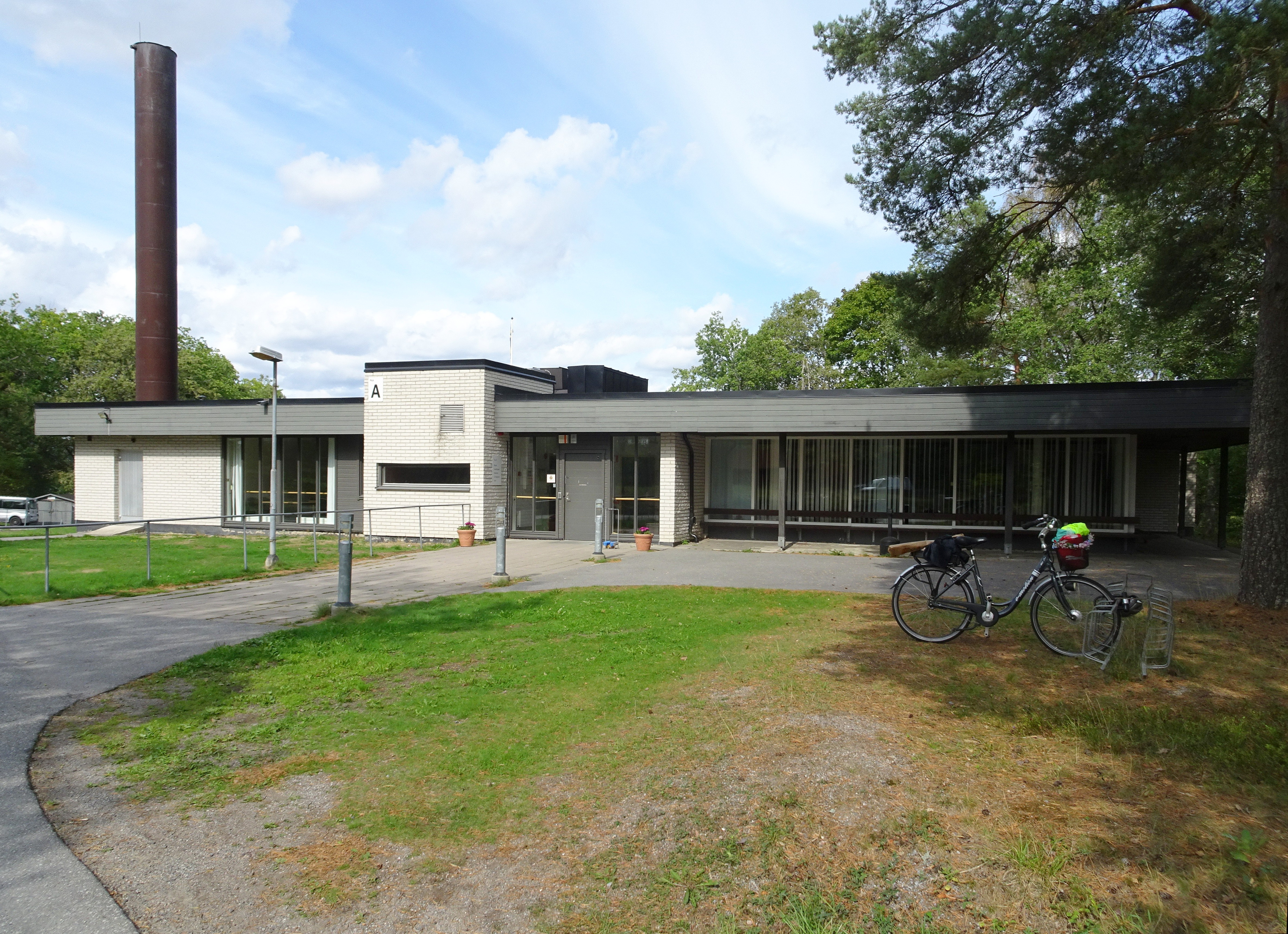
Hus A
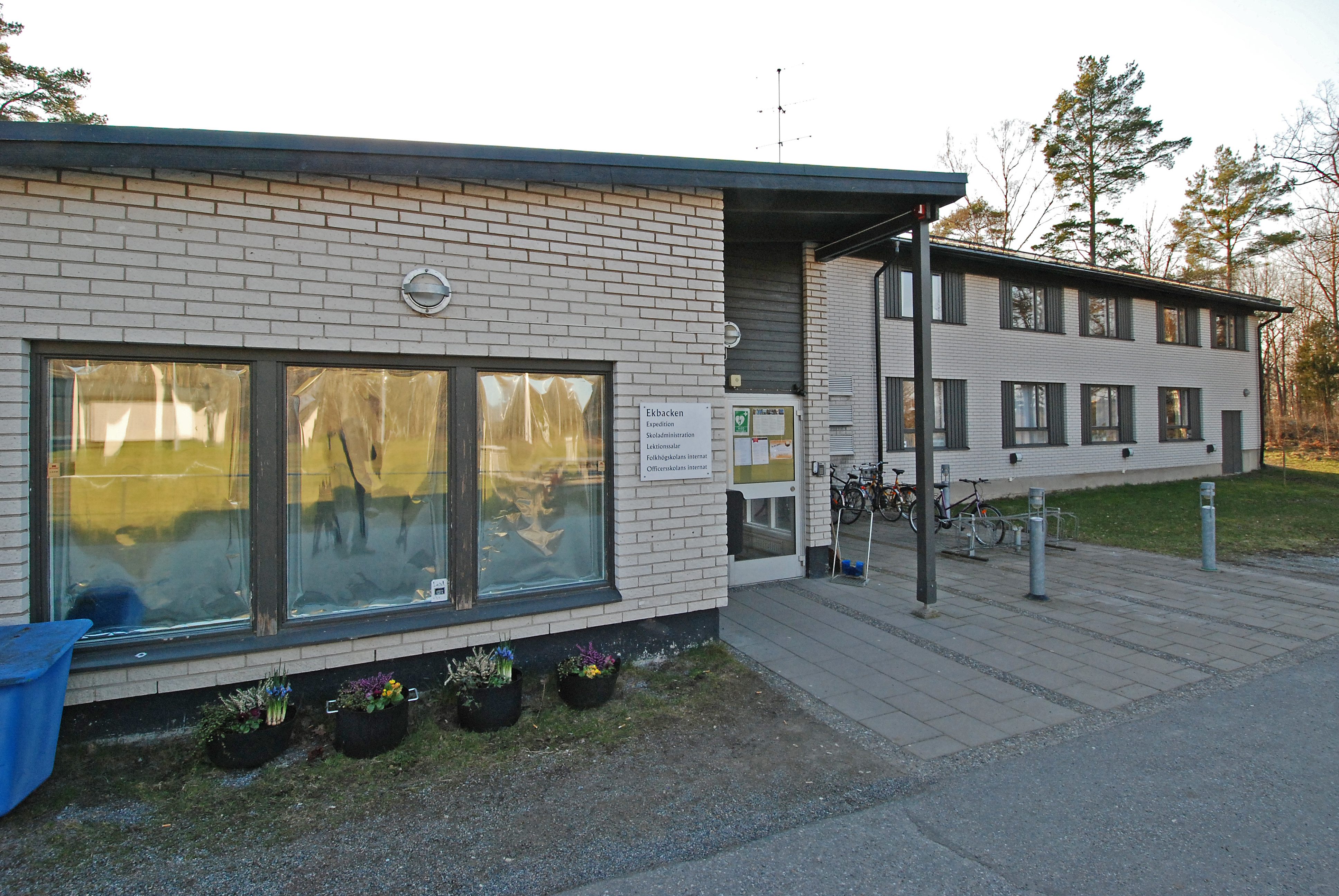
Hus B
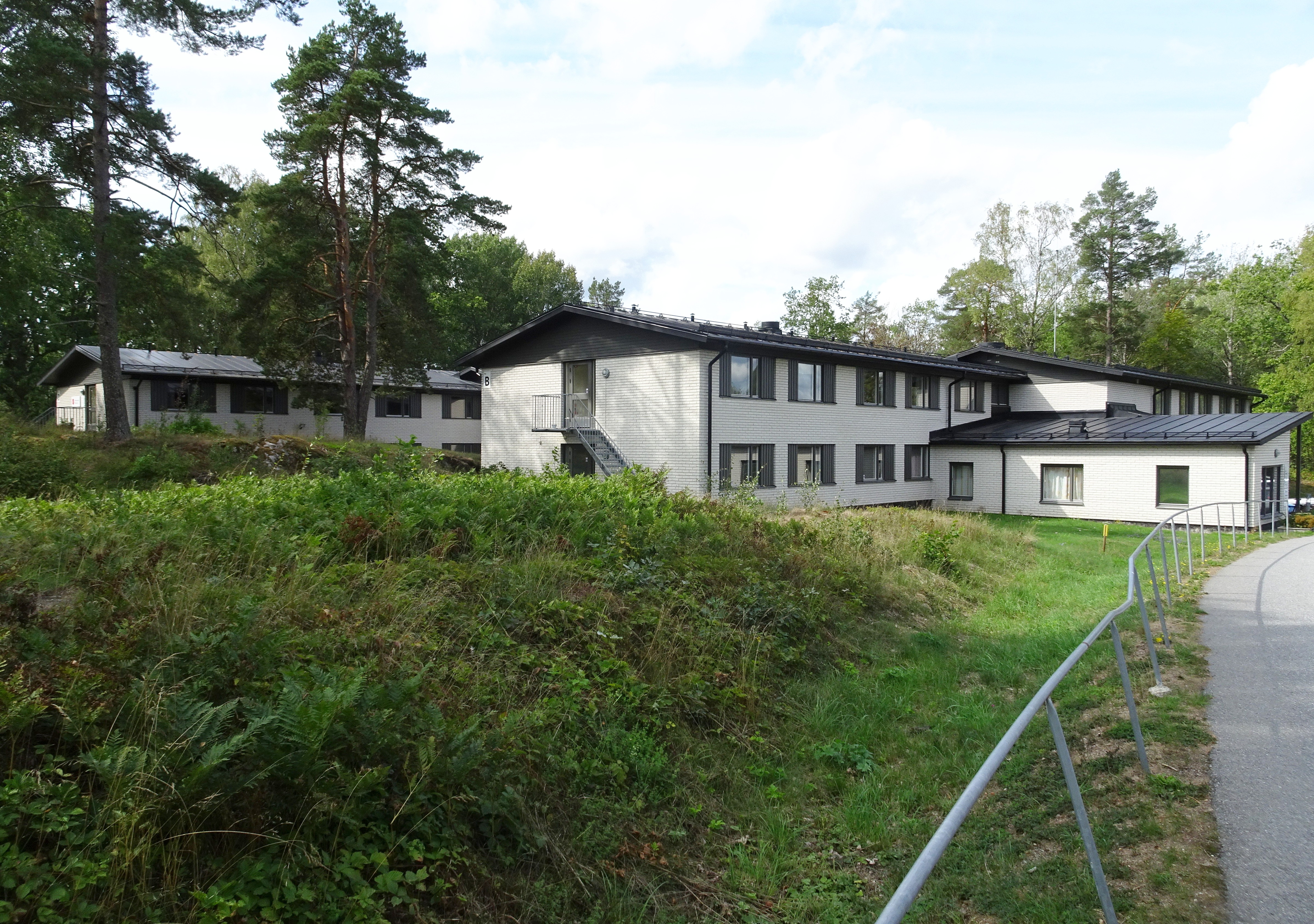
Hus B och D
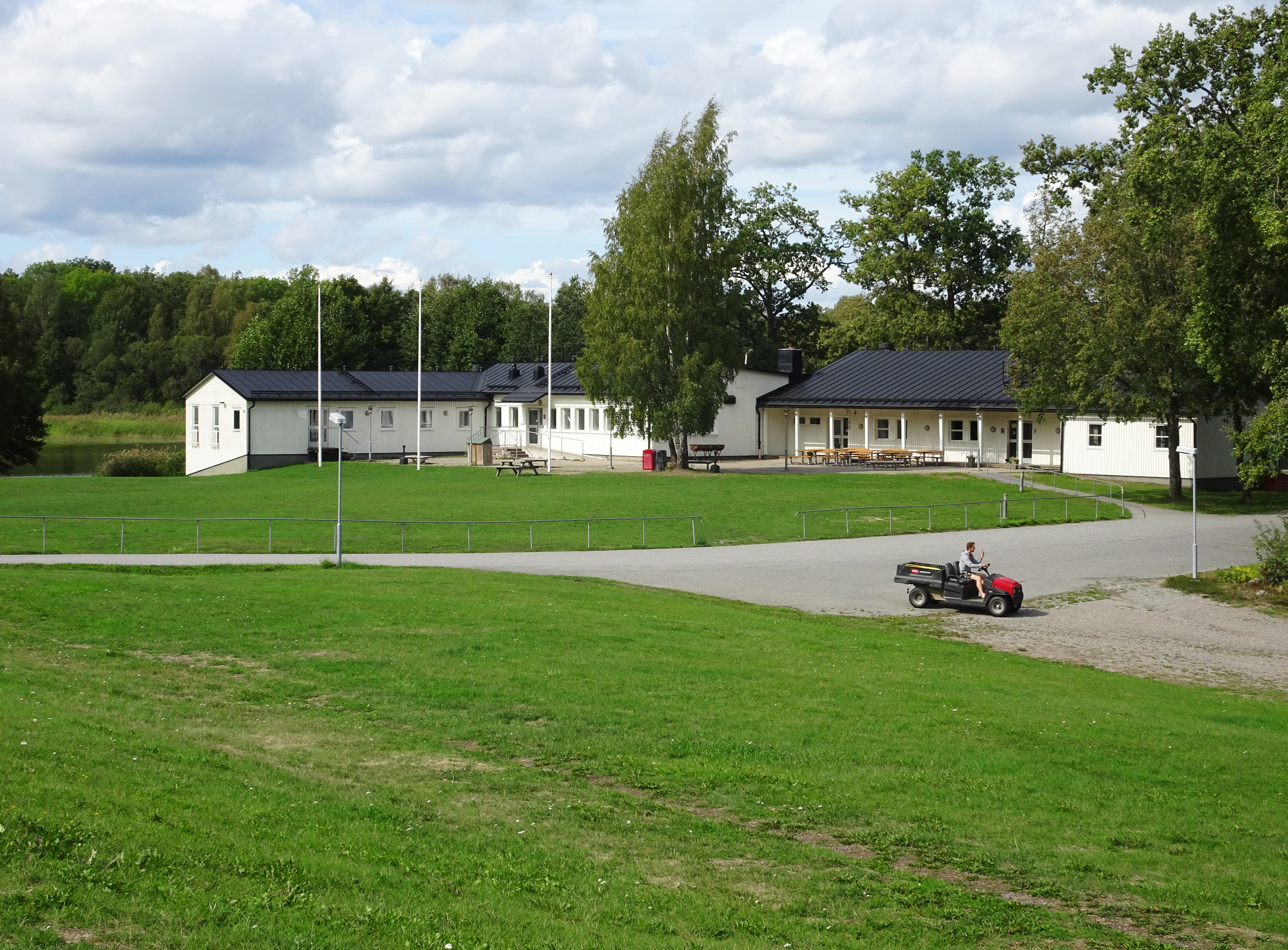
Hus C